# Pseudoxyomus scobina
Pseudoxyomus scobina är en skalbaggsart som beskrevs av Rudolph Petrovitz 1956. Pseudoxyomus scobina ingår i släktet Pseudoxyomus och familjen Aphodiidae. Inga underarter finns listade i Catalogue of Life.